# Sylvain Hairy
Pour les articles homonymes, voir Hairy.
Sylvain Hairy, né à Vaiges (Mayenne) le 7 avril 1934 et mort le 31 octobre 1988 dans le 13e arrondissement de Paris, est un sculpteur français.

## Biographie
Après des études au Lycée Ambroise Paré à Laval, Sylvain Hairy quitte ce département en 1955. Il effectue sa première exposition de peinture, à Paris, en 1957, puis enseigne aux Beaux-Arts de Dijon, à partir de 1961. Il obtient le prix de sculpture André Susse en 1975 et un poste de professeur de sculpture aux Beaux-Arts de Rennes en 1979, date à laquelle il s’installe à Bazougers. Il effectue de nombreuses expositions et certaines de ses œuvres sont achetées par le musée d'Art moderne de la ville de Paris. Ses sculptures en aluminium moulé, fortes et denses, dégagent une puissance concentrée pour évoquer un univers sans limite, sans critères, défi à l'absurde et à la mort.